# Zatoka Jańska
Zatoka Jańska (ros. Янский залив, Janskij zaliw) – zatoka Morza Łaptiewów u północnych wybrzeży azjatyckiej części Rosji. Szerokość ok. 250 km. Na zachodzie oddzielona przylądkiem Buor-Chaja od zatoki Buor-Chaja. Przez około 10 miesięcy w roku zatoka pokryta jest lodem. Do Zatoki Jańskiej uchodzi deltą Jana, w pobliżu jej ujścia liczne wyspy.